# Kawasaki T-4
Die Kawasaki T-4 ist ein zweistrahliges japanisches Schulflugzeug.

## Geschichte
Ende der 1970er-Jahre zeichnete sich der Bedarf für einen Nachfolger der bis dahin in Japan eingesetzten Trainingsflugzeuge Lockheed T-33 und Fuji T-1 ab. Die als Überschalltrainer eingesetzte Mitsubishi T-2 kam dafür aus Kostengründen nicht in Frage und so wurde am 4. September 1981 aus den beiden eingereichten Entwürfen Fuji FT-20 und Kawasaki Ka-851 letztere als neuer Trainer ausgewählt. Die Entwicklung der später als T-4 bezeichneten Maschine begann somit 1981 und ab 1983 wurden im japanischen Verteidigungsetat Geldmittel zum Bau von insgesamt vier als XT-4 bezeichneten Prototypen und zwei Testzellen bereitgestellt. Gebaut wurde die Maschine als Gemeinschaftsproduktion von Kawasaki als Hauptauftragnehmer (40 %), Fuji (30 % und verantwortlich für Tragflächen und Rumpfbug) sowie Mitsubishi (30 % und verantwortlich für Rumpfmitte und Heck). Der Bau des ersten Prototyps (56-5601) begann 1984, der Rollout erfolgte im April 1985 im Kawasaki-Werk in Gifu und am 29. Juli 1985 fand der Erstflug mit Minoru Hanada und Toshimichi Tahara an Bord statt. Das erste Serienflugzeug hatte am 28. Juni 1988 seinen Erstflug und im September desselben Jahres wurde das Flugzeug bei den Trainingsstaffeln 31 und 32 der japanischen Luftwaffe (JASDF) in Hamamatsu eingeführt. Im Jahre 1989 wurde die Flotte kurzzeitig stillgelegt, da sich an den Triebwerken starke Verformungen der Triebwerksschaufeln gezeigt hatten. 1993 wurde die hundertste Maschine ausgeliefert. Seit 1994 fliegt das Kunstflugteam der japanischen Luftwaffe, Blue Impulse, die T-4. Bis 2003 stieg die Anzahl der produzierten Maschinen dann auf 208.

## Konstruktion
Die T-4 ist ein Schulterdecker aus Aluminium, der an kritischen Stellen mit Titan verstärkt ist. Das Tandemcockpit, bei dem der Flugschüler vorn sitzt, ist mit SHIS-3J-Schleudersitzen, Head-up-Displays und diverser Kommunikations- und Navigationselektronik ausgerüstet. Als Antrieb kommen zwei in Japan entwickelte nachbrennerlose Mantelstromtriebwerke vom Typ Ishikawajima-Harima mit je 16 kN Schub zum Einsatz. Diese sind seitlich am Rumpf angebracht, wobei die noch vor dem konventionellen Leitwerk befindlichen Düsen leicht nach außen gerichtet sind. Die interne Kraftstoffkapazität beträgt 2240 Liter in je zwei Tanks im Rumpf und in den Tragflächen und kann durch externe Zusatzbehälter ergänzt werden. Die Tragflächen sind um 27,5° gepfeilt und weisen ein superkritisches Profil mit Sägezahnvorderkante auf. Die Höhenruder sind als Pendelruder ausgeführt. Das hydraulisch einziehbare Dreipunktfahrwerk in Bugradanordnung ist mit Bendix-Rädern ausgestattet. Als Bewaffnung können an vier Außenlaststationen unter den Tragflächen und einer unter dem Rumpf verschiedene Raketen, Bomben, MG-Behälter sowie Zusatztanks, aber auch Ausrüstung zur elektronischen Kampfführung, Täuschkörperwerfer oder auch Schleppzielsysteme mitgeführt werden. Für Verbindungsflüge mit der Maschine stehen auch externe Gepäckbehälter zur Verfügung, die von einem links im Rumpf angebrachten und von außen zugänglichen Gepäckfach ergänzt werden.

## Nutzer
Japan

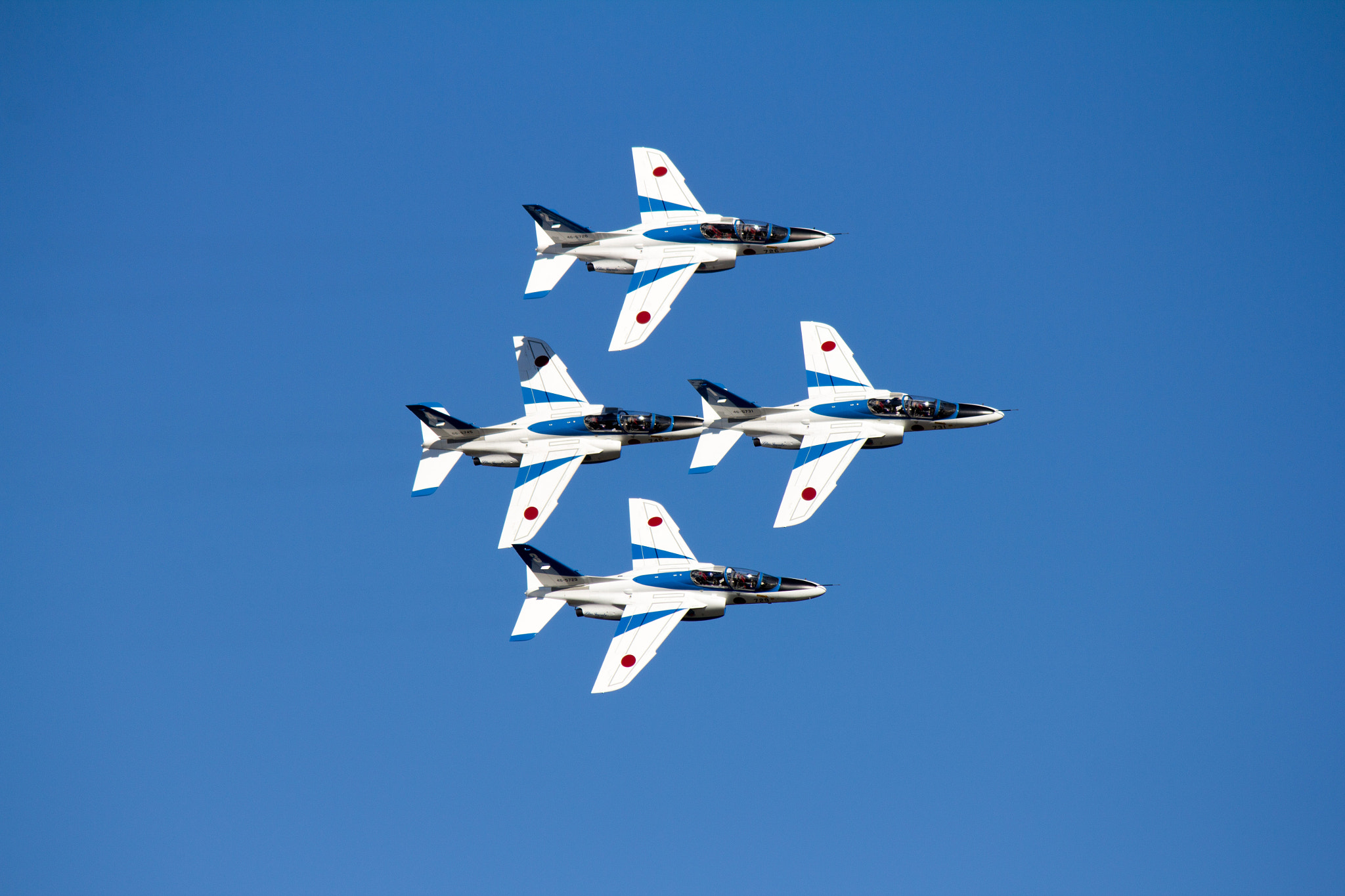
Kunstflugteam Blue Impulse

- Luftselbstverteidigungsstreitkräfte

## Technische Daten

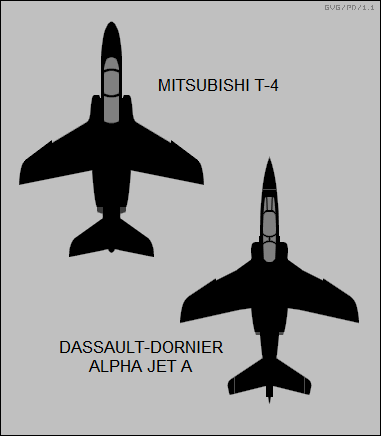
Kawasaki-T-4-Silhouette in der Draufsicht im Vergleich zum Alpha Jet

| Kenngröße             | Kawasaki T-4                                                             |
| --------------------- | ------------------------------------------------------------------------ |
| Besatzung             | zwei Piloten                                                             |
| Länge                 | 13,00 m                                                                  |
| Spannweite            | 9,94 m                                                                   |
| Höhe                  | 4,6 m                                                                    |
| Flügelfläche          | 21 m²                                                                    |
| Flügelstreckung       | 4,7                                                                      |
| Leermasse             | 3.700 kg                                                                 |
| Startmasse            | 5.640 kg (normal) 7.500 kg (maximal)                                     |
| Triebwerke            | zwei Mantelstromtriebwerke Ishikawajima-Harima F3-IHI-30 mit je 16,37 kN |
| Höchstgeschwindigkeit | Mach 0,9 (1038 km/h)                                                     |
| Marschgeschwindigkeit | 800 km/h                                                                 |
| Steiggeschwindigkeit  | 50 m/s                                                                   |
| Reichweite            | 1.297 km                                                                 |
| Aktionsradius         | 800 km                                                                   |
| Dienstgipfelhöhe      | 15.240 m                                                                 |
| Startrollstrecke      | 550 m                                                                    |
| Landerollstrecke      | 670 m                                                                    |